# اصل دالامبر

ژان لو رون دالامبر

اصل دالامبر (به زبان انگلیسی: D'Alembert's principle)، همچنین شناخته شده به عنوان اصل لاگرانژ-دالامبر، بیانی از قوانین کلاسیک حرکت است. این اصل به نام ژان لو رون دالامبر، ریاضی‌دان و فیزیک‌دان فرانسوی که اولین بار آن را بیان کرد نام‌گذاری شده‌است.
در استفاده از این اصل، تأثیر اینرسی جسم در حرکت آن به صورت یک نیروی خارجی (نیروی اینرسی) وارد بر سیستم در نظر گرفته می‌شود. در این اصل سیستم بدون شتاب، یعنی در حالت تعادل، فرض شده و به صورت استاتیکی تحلیل می‌شود. در حالی که در تحلیل به کمک قوانین حرکت نیوتن سیستم را با توجه به شتاب و دیگر مشخصه‌های آن به صورت دینامیکی تحلیل می‌کنند. لازم است ذکر شود که نیروی اینرسی در واقع وجود ندارد و صرفاً فرض می‌شود تا با تبدیل حرکت شتاب دار به حالت تعادلی، به جای تحلیل سیستم دینامیکی اولیه (سیستم واقعی) سیستم استاتیکی فرضی، تحلیل گردد.